# دیرک راوین
دیرک راوین (آلمانی: Dirk Rauin؛ زادهٔ ۱۶ مارس ۱۹۵۷) بازیکن هندبال اهل آلمان است.
وی همچنین برندهٔ جوایزی همچون برگ بوی نقره‌ای شده‌است.
وی در مسابقات کشوری و بین‌المللی در مجموع برندهٔ ۱ مدال نقره شده‌است.